# Dryophytes femoralis
Dryophytes femoralis is een kikker uit de familie boomkikkers (Hylidae). De soort werd voor het eerst wetenschappelijk beschreven door Louis Augustin Guillaume Bosc in 1800. De soort stond lange tijd bekend onder de wetenschappelijke naam Hyla femoralis.

## Uiterlijke kenmerken
De kikker bereikt een lichaamslengte van ongeveer 2,5 tot 4 centimeter. De lichaamskleur is grasgroen tot donkerbruin met vage, donkere vlekken op de rug, de buik en onderzijde van de poten is grijs tot wit. Achter het oog begint een oogvlek die echter niet een streep vormt maar direct naar de buik loopt nog voor de voorpoten. Het belangrijkste kenmerk zijn de donkerbruine tot zwarte achterzijde van de dijen, die vele kleine vlekjes hebben; wit maar meestal geel tot oranje. Deze vlekjes dienen als schrikkleur; als de kikker wordt aangevallen springt hij snel weg en komen de kleuren tevoorschijn. Hierdoor kan de vijand aarzelen en kan de kikker kan ontsnappen.

## Levenswijze
Veel soorten kikkers hebben een favoriete hoogte; ze leven hoog in de bomen, op juist de grond of het zijn struikklimmers die in de laag daartussen leven. Deze soort heeft zowel een voorkeur voor hogere bomen als voor de bodem. De kikker rust meestal in hoger gelegen delen tussen de takken of bladeren, en tijdens de schemering klautert hij omlaag om te gaan jagen, want het is een overwegend nachtactieve soort. De kikker heeft een zeer lenig lichaam; lange poten en grote hechtschijven zodat hij niet snel naar beneden valt.

## Algemeen
De kikker komt voor in het zuidoosten van de Verenigde Staten; in de staten Virginia tot Florida en oostelijk Louisiana. De habitat bestaat uit bossige omgevingen tot met cipressen begroeide moerassen, en altijd in de buurt van watertjes als poelen en kleine meertjes. Het voedsel bestaat uit allerlei insecten en andere ongewervelden.
De paartijd loopt van maart tot oktober en de vrouwtjes zetten 100 tot 125 eitjes af die als een soort vlot onder het wateroppervlak blijven drijven. De kikkervisjes zien er opvallend uit; de staartzomen zijn zeer hoog waardoor de lichaamsvorm vanaf de zijkant bezien bijna ovaal is.